# Dourou (Mali)
Pour les articles homonymes, voir Dourou (homonymie).
Dourou est une commune malienne, chef-lieu d'arrondissement, dans le cercle de Bandiagara et la région de Bandiagara.

## Population
En 2009, lors du 4e recensement, la commune comptait 19 524 habitants.

## Villages

Carte communale

La commune s'étend sur 29 localités relevées lors du recensement général de 2009. 
Les villages les plus peuplés sont :
- Dourou (2 156 habitants)
- Soningué (1 718 habitants)
- Golombo (1 088 habitants)